# Siniša Ergotić
Siniša Ergotić, född den 14 september 1968 i Osijek, är en kroatisk före detta friidrottare som tävlade i längdhopp.
Ergotićs främsta merit är att han slutade på andra plats vid EM i München 2002 efter att ha hoppat 8,00 meter. Han blev även guldmedaljör vid medelhavsspelen 2001.
Han deltog vid flera Olympiska spel och VM utan att nå finalen.

## Personliga rekord
- Längdhopp - 8,23 meter